# Evaza maculifera
Evaza maculifera är en tvåvingeart som beskrevs av de Meijere 1914. Evaza maculifera ingår i släktet Evaza och familjen vapenflugor. Inga underarter finns listade i Catalogue of Life.